# Dariusz Patalan
Dariusz Patalan (ur. 18 listopada 1977 w Gdyni) – były polski piłkarz, napastnik.
Zawodową karierę Patalan rozpoczął w sezonie 1995/1996 w barwach Polonii Gdańsk. Zimą 1996 przeniósł się do GKS-u Bełchatów, gdzie z dużym powodzeniem występował do 2005. Zimą owego roku został wypożyczony do Arki Gdynia, a przed sezonem 2005/2006 podpisał kontrakt z drużyną z jego rodzinnego miasta. W Arce grał jednak słabo i spędził tam tylko jeden sezon. Później grał w klubach z niższych lig: w Cartusii Kartuzy, Górniku Polkowice i ponownie w drużynie z Kartuz oraz w Bałtyku Gdynia. Od rundy jesiennej sezonu 2008/2009 wzmocnił zespół beniaminka IV ligi, występujący w grupie pomorskiej – Wisłę Tczew. W rundzie wiosennej sezonu 2008/2009 występował w V-ligowym macierzystym klubie, Polonii Gdańsk.
W I lidze rozegrał 51 meczów, zdobywając 9 bramek.